# Macrocoma iranica
Macrocoma iranica is een keversoort uit de familie bladkevers (Chrysomelidae). De wetenschappelijke naam van de soort werd in 1984 gepubliceerd door Lopatin.